# Àcid nemotínic
L'àcid nemotínic, el qual nom sistemàtic és àcid 4-hidroxiundeca-5,6-dien-8,10-diinoic, és un àcid carboxílic de cadena lineal amb onze àtoms de carboni, dos dobles enllaços seguits entre els carbonis 5-7, dos triples enllaços als carbonis 8-9 i 10-11 i un grup hidroxil, {\displaystyle {\ce {-OH}}} al carboni 4, la qual fórmula molecular és {\displaystyle {\ce {C11H10O3}}}. En bioquímica és considerat un àcid gras.

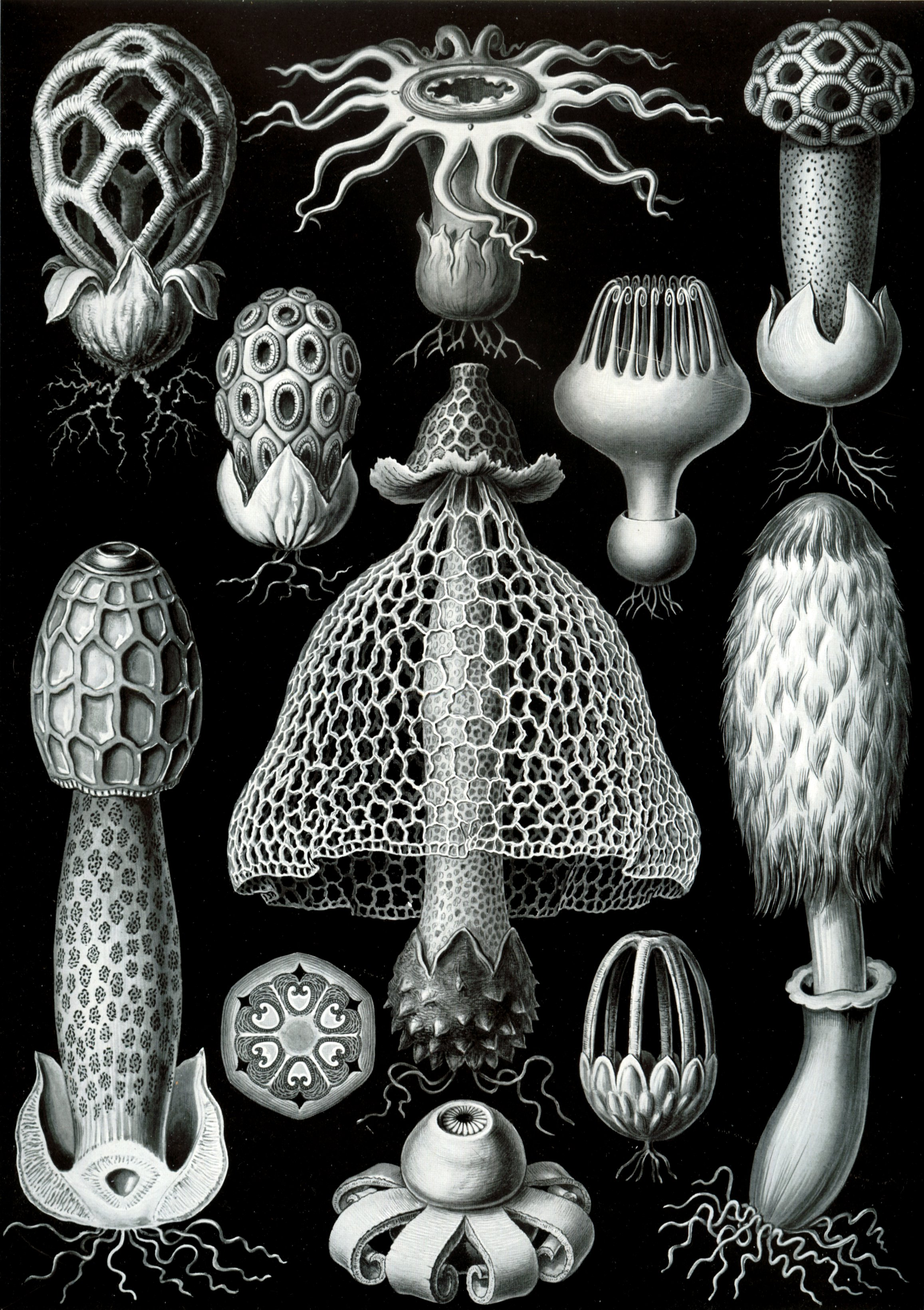
Dibuix de basidiomicots

Fou aïllat per primera vegada el 1950 per M. Anchel i col·laboradors de tres espècies de fons basidiomicots (Poria tenuis, Poria corticola i una altra), i en descobriren les seves propietats antibiòtiques. La seva estructura fou elucidada el 1955 per J.D. Bu'Lock i col·laboradors.